# 刘新增

刘新增中将

刘新增（1930年9月4日—2020年7月18日），男，河南濮阳人。中国人民解放军中将，原广州军区副政治委员兼纪律检查委员会书记。是第四、第五、第六届全国人大代表。

## 生平
刘新增1930年9月4日出生在河南省濮阳县邢庄村的一个贫苦农民家庭里。幼年时遭遇中国抗日战争，1942年因其父被怀疑是地下党而被日伪军抓走拷问，后缴纳赎金后被释放；同年濮阳大旱，刘随同母亲赶赴山东逃荒时，接受了八路军救济。1944年9月，刘新增参加了八路军（亦有资料称是1943年加入）；1945年11月，年仅15岁的刘新增加入了中国共产党，后又参加过淮海、渡江、抗美援朝等战争、战役。
1988年，刘新增被授予中国人民解放军中将军衔，曾荣获解放奖章、中国人民解放军独立功勋荣誉章。曾任兰州军区副政治委员、广州军区副政治委员。1997年，刘被查出患了血液病，到了1999年时病情加重、曾在广州接受过抢救，当时刘的老首长李德生从北京赶来广州看望、并动员刘写回忆录以减轻病痛；在李德生影响下，刘自1999年开始经过断断续续十余年的寻访、创作，于2011年完成、出版了上下两册、60多万字的回忆录《诚挚人生-我和我的战友们》。
2020年7月18日，刘新增因病医治无效，在广州逝世，享年90岁。